# Full Bore
Full Bore est un jeu vidéo de plates-formes et de réflexion développé et édité par Whole Hog Games, sorti en 2014 sur Windows.

## Système de jeu
Le joueur incarne un sanglier qui doit explorer une grande exploitation minière pour trouver une source d'énergie inépuisable.

## Accueil
- Canard PC : 8/10[1]
- Polygon : 7,5/10[2]